# Apollo 11
Apollo 11 – misja kosmiczna, której głównym celem było pierwsze lądowanie człowieka na Księżycu. Lądowanie nastąpiło 20 lipca 1969 roku o godzinie 20:17:40 UTC w miejscu o współrzędnych 0°40′26.69″N i 23°28′22.69″E. Lot Apollo 11 był elementem szerszego programu Apollo.
W 1961 roku prezydent USA John F. Kennedy ogłosił, że Amerykanie wylądują na Księżycu przed upływem dekady. Inżynierowie musieli zbudować rakietę na tyle silną, by doleciała do Księżyca oraz statek kosmiczny zdolny do odbycia tej podróży w obie strony. Pomocne okazały się doświadczenia twórcy rakiety V2, Wernhera von Brauna. Zbudowano rakietę Saturn V, która miała wynieść statki kosmiczne Apollo.
Rakieta wraz z modułem załogowym miała 111 metrów wysokości, a całkowita masa startowa wynosiła prawie 3000 ton.

## Podstawowe dane
źródło:
- Statek kosmiczny: CSM-107 „Columbia”, LM-5 „Eagle”
- Rakieta nośna: SA-506
- Stanowisko startowe: 39A
- Start: 16 lipca 1969, 9:32:00 EDT
- Azymut startu: 72,1°
- Orbita okołoziemska: 185,9 × 183,2 km
- Orbity okołoksiężycowe:
  - Orbita początkowa: 314,3 × 111,1 km
  - Orbita kołowa: 122,4 × 100,9 km
  - Orbita podejścia do lądowania (LM): 108,3 × 14,4 km
- Współrzędne miejsca lądowania: 0,674°N, 23,473°E
- Lądowanie na Księżycu: 20 lipca 1969, 16:17:39 EDT
- Pierwszy krok człowieka na Księżycu: 20 lipca 1969, 22:56:15 EDT
- Start z powierzchni Księżyca: 21 lipca 1969, 13:54:00 EDT
- Orbita postartowa LM: 88,9 × 17,4 km
- Orbita końcowa (po dokowaniu LM i CSM): 116,7 × 104,6 km
- Czas trwania misji: 195 godz. 18 min. 35 s.
- Wodowanie: 24 lipca 1969, 12:50:35 EDT

## Rakieta nośna i statek kosmiczny
źródło:
Czas dostarczenia elementów do KSC (Kennedy Space Center)

### Statek kosmiczny
- CSM: styczeń 1969
- LM: styczeń 1969

### Rakieta nośna
- Pierwszy stopień (S-IC): luty 1969
- Drugi stopień (S-II): luty 1969
- Trzeci stopień (S-IVB): styczeń 1969
- Instrument Unit (UI): luty 1969
- Masa startowa rakiety i statku kosmicznego: 2 938 315 kg
- Masa umieszczona na orbicie okołoziemskiej: 135 102 kg
- Masa umieszczona na orbicie okołoksiężycowej: 32 676 kg

## Główny cel misji
Przeprowadzenie lądowania załogowego statku kosmicznego na Księżycu i powrót na Ziemię. Cel osiągnięty.

## Opis celów misji i eksperymentów
źródło:
1. Pobranie próbki awaryjnej gruntu księżycowego (contingency sample). Próbka pobierana natychmiast po opuszczeniu lądownika LM, na wypadek, gdyby astronauci musieli przerwać pracę na powierzchni Księżyca i powrócić na Ziemię.
2. Wyjście astronautów na powierzchnię, przeprowadzenie EVA i powrót do lądownika.
3. Praca na powierzchni z wykorzystaniem EMU (Extravehicular Mobility Unit). Skafander kosmiczny astronauty, wraz z przenośnym systemem podtrzymywania życia.
4. Uzyskanie danych o wpływie pracy silnika DPS i silników RCS (Reaction Control System, system silników, służących do kontroli orientacji statku w przestrzeni)) na lądownik LM, oraz danych o zachowaniu nóg lądownika i dyszy silnika DPS po lądowaniu.
5. Uzyskanie danych o charakterystyce powierzchni Księżyca poprzez obserwację skutków pracy silnika DPS w miejscu lądowania.
6. Pobranie próbek gruntu.
7. Określenie położenia lądownika na powierzchni Księżyca (cel osiągnięty częściowo).
8. Ocena wpływu warunków panujących na Księżycu na percepcję wzrokową astronautów.
9. Ustawienie aparatury naukowej EASEP.
10. Badanie składu chemicznego i składu izotopowego wiatru słonecznego.
11. Przeprowadzenie badań geologicznych. Cel osiągnięty częściowo.
12. Przeprowadzenie transmisji telewizyjnej podczas pobytu na Księżycu.
13. Wykonanie dokumentacji fotograficznej pobytu astronautów na Księżycu.

## Wodowanie
źródło:
- Miejsce wodowania: Środkowy Pacyfik, 13°18′N, 169°09′W
- Pozycja: stabilna II (wierzchołkiem do dołu)
- Okręt ratowniczy: USS Hornet
- Podjęcie załogi: 24 lipca 1969, 13:53 EDT
- Podjęcie statku: 24 lipca 1969, 15:58 EDT

## Przygotowania
Symulację lądowania i poruszania się po nieznanym gruncie przeprowadzono w stanie Arizona i na Islandii.

## Przebieg misji

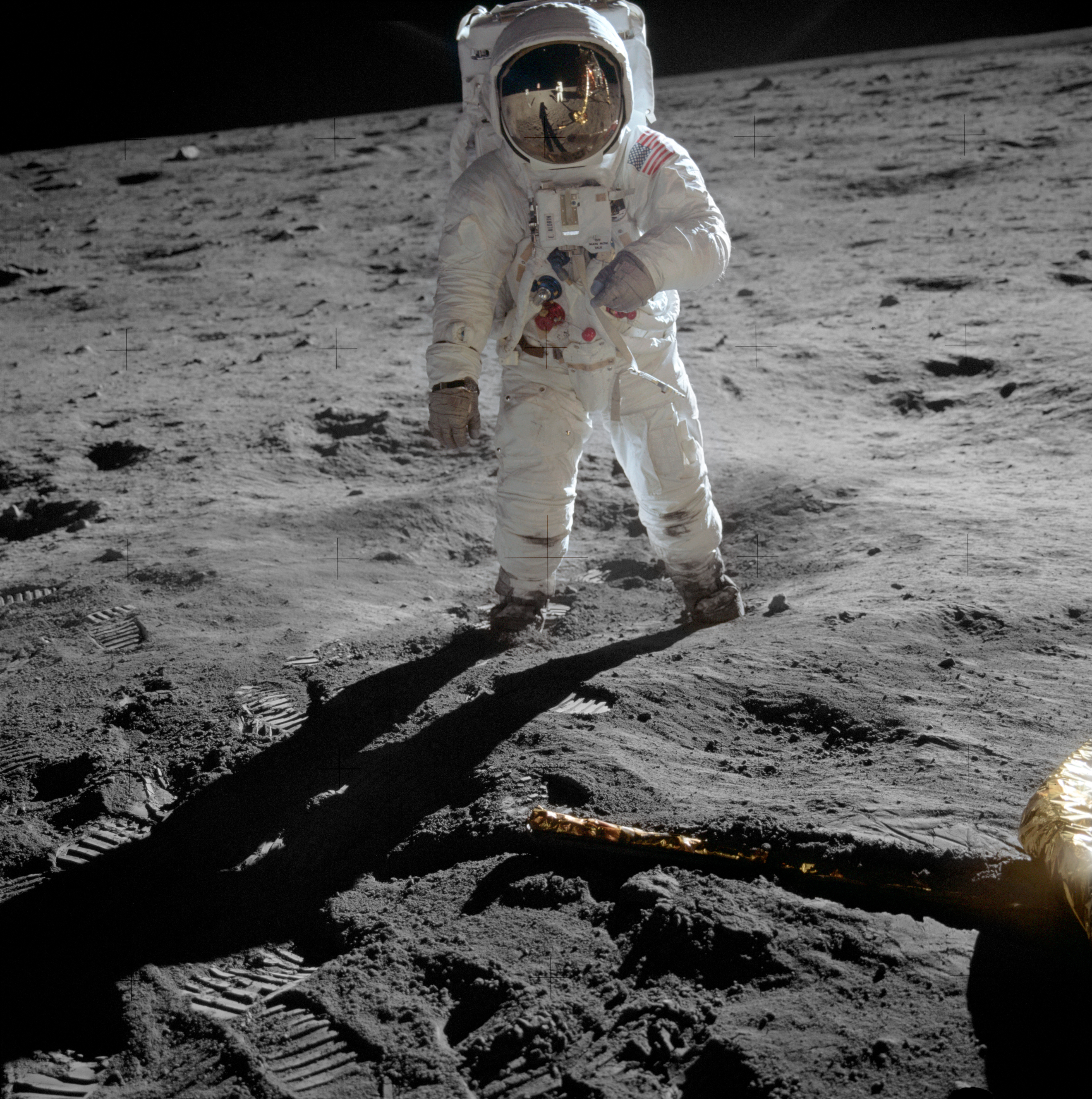
Buzz Aldrin na Księżycu sfotografowany przez Neila Armstronga

Załogę stanowili:
- Neil Armstrong – dowódca
- Buzz Aldrin – pilot modułu księżycowego (lądownika)
- Michael Collins – pilot modułu dowodzenia.

Start nastąpił 16 lipca 1969 z Centrum Lotów Kosmicznych na Canaveral (w tym czasie oficjalnie Cape Kennedy). Początek lotu Apollo 11 spędził na orbicie okołoziemskiej, następnie udał się w trasę liczącą 384 400 km. Ponieważ lądownik znajdował się pod modułem załogowym, wykonano operację polegającą na tymczasowym odłączeniu modułu księżycowego, obrocie reszty statku o 180° i ponownym przyłączeniu lądownika, który teraz umieszczony był z przodu. Po trzech dniach Apollo 11 wszedł na orbitę Księżyca. Armstrong i Aldrin przeszli do modułu księżycowego, który został odłączony i rozpoczął historyczne lądowanie. Astronauci wylądowali na Księżycu 20 lipca 1969 roku. Wkrótce Neil Armstrong przekazał Ziemi radosną wiadomość – „Orzeł wylądował”.

## Pobyt na powierzchni Księżyca

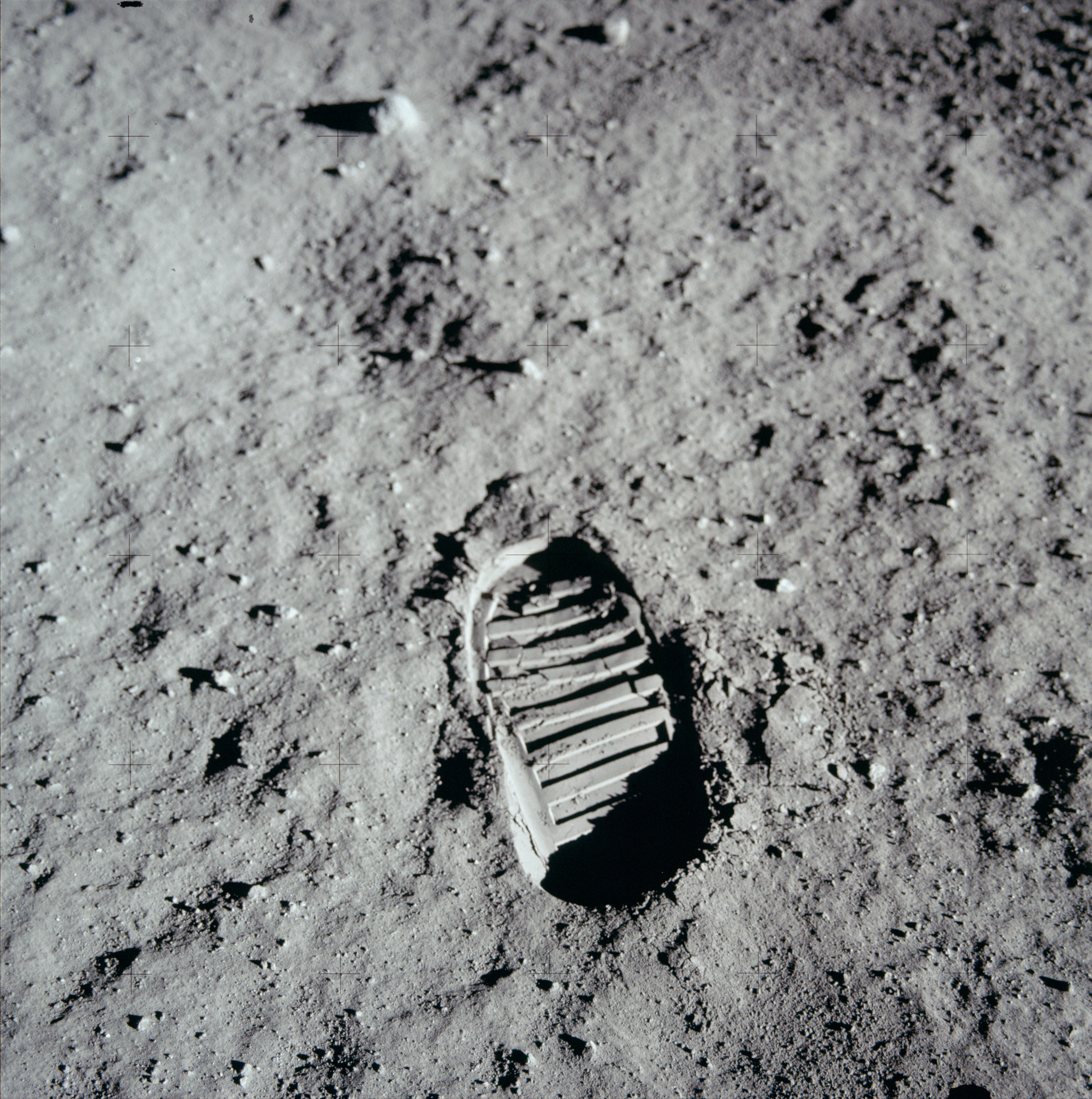
Ślad buta Buzza Aldrina

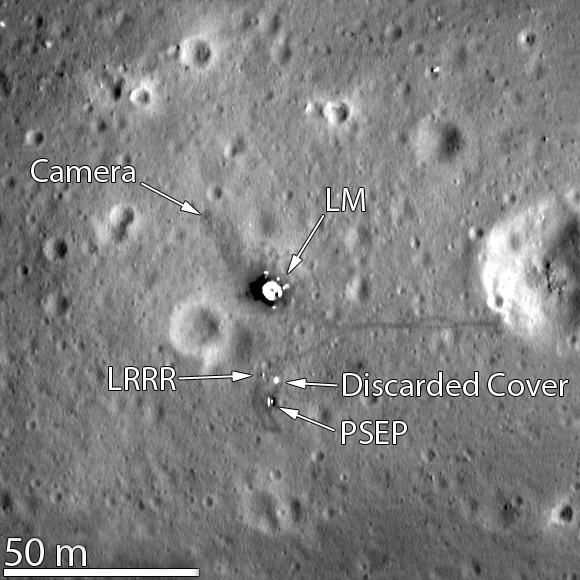
Miejsce lądowania sfotografowane przez LRO w 2012. Oznaczenia: LM – moduł księżycowy, LRRR – Laser Ranging RetroReflector, PSEP – Passive Seismic Experiment Package, obok odrzucona pokrywa urządzenia (Discarded Cover). Ślady astronautów widoczne są jako ciemne ścieżki, najdłuższa prowadzi do oddalonego o ok. 50 m krateru Little West, gdzie dotarł Armstrong

Kiedy 21 lipca 1969, o godz. 2:56 UTC, Armstrong zszedł po drabince i postawił stopę na pokrytej pyłem powierzchni Srebrnego Globu, wygłosił słowa, które przeszły do historii: „To jest mały krok człowieka, ale wielki skok dla ludzkości”ⓘ. Złośliwi zaznaczają, że przejęty Armstrong zapomniał o jednym słowie, przez co cała fraza straciła sens: zamiast „It’s one small step for a man, but one giant leap for mankind” powiedział „It’s one small step for man” (bez „a”), przez co zdanie w rzeczywistości oznaczało „to mały krok dla ludzkości, ale wielki skok dla ludzkości”. NASA tłumaczyła, że zdanie było kompletne, a feralnego słowa nie było słychać przez zakłócenia na łączach. W 2006 roku Peter Ford, informatyk z Australii dowiódł, że pechowe „a” Armstrong jednak wypowiedział.
Następnie wyszedł Aldrin i obaj astronauci przeprowadzili badania naukowe, ustawili amerykańską flagę i zebrali 21,7 kilograma kamieni, piasku i pyłu. Próbki przywiezione przez Apollo 11 zostały zebrane w czterech fazach. Po zejściu na powierzchnię Srebrnego Globu, Armstrong zebrał kilka odłamków skał w plastikowy woreczek. Te „rezerwowe próbki” zapewniały nieco materiału księżycowego na wypadek konieczności nagłego przerwania wyprawy i przedwczesnego powrotu na Ziemię. Nieco później zebrał łopatką większą ilość materii księżycowej do metalowego zasobnika. Następnie zebrał „próbki udokumentowane”, na które składały się obiekty starannie wybrane na podstawie ich wartości geologicznych. Armstrong robił zapisy i fotografował miejsce znalezienia i pozycję tych minerałów. Z kolei zostały wydobyte próbki za pomocą specjalnych narzędzi spod powierzchni Księżyca. Po wodowaniu Apollo 11 próbki przewieziono dwoma śmigłowcami na wyspę Johnson, potem dwoma samolotami do Houston, a ostatecznie samochodem do Księżycowego Laboratorium Odbiorczego LRL (Lunar Receiving Laboratory). Wstępne badania przeprowadzone zostały przez specjalny Zespół Badań Wstępnych (PET) w Ośrodku Kosmicznych Lotów Załogowych w Houston (Teksas). Próbki zostały oddane do dyspozycji 106 naukowców w Stanach Zjednoczonych i 36 badaczy ośmiu innych krajów. Umieścili też tabliczkę z napisem: „W tym miejscu ludzie z planety Ziemia po raz pierwszy postawili stopę na Księżycu. Lipiec 1969. Przybywamy w pokoju dla dobra całej ludzkości”. Po 21 godzinach i 36 minutach spędzonych na Księżycu astronauci powrócili do modułu dowodzenia, gdzie czekał na nich Michael Collins. Droga powrotna minęła bez przeszkód. 24 lipca 1969 r. Apollo 11 wodował na Oceanie Spokojnym w odległości 1460 km na południowy zachód od Wysp Hawajskich i 21 kilometrów od czekającego lotniskowca USS Hornet. Ze względu na pogarszającą się pogodę miejsce lądowania zostało przesunięte o 400 km. W 195 godzinie 7 minucie ekipa ratownicza nawiązała kontakt wzrokowy z kapsułą. Operacje ratownicze miały jednak przebieg inny niż w czasie dotychczasowych lotów, gdyż uznano za konieczne poddanie selenonautów kwarantannie biologicznej. Dlatego zrzuceni ze śmigłowca płetwonurkowie podali najpierw załodze specjalne skafandry biologiczne i dopiero po przebraniu się w nie, zostali podniesieni do kabiny śmigłowca. Jednocześnie kabina poddana została dezynfekcji. Po przeniesieniu na lotniskowiec Hornet selenonauci natychmiast przeszli do specjalnej kabiny kwarantannowej (Mobile Quarantaine Facility – MQF), w niej zostali przewiezieni na Wyspy Hawajskie. W Fort Island kontener został załadowany na pokład samolotu C-141. Samolot dostarczył załogę do Bazy Sił Powietrznych Ellington w Teksasie, skąd kontener został przewieziony do centrum kosmicznego w Houston w Teksasie, gdzie przeszli do stałego pomieszczenia kwarantannowego. Kwarantanna trwała do 11 sierpnia i tak jak przewidywano, dała wynik całkowicie negatywny. Kabina Apollo 11 obecnie jest eksponatem w National Air and Space Museum w Waszyngtonie.
Po misji Apollo 11 na Księżycu lądowało jeszcze pięć statków z załogą ludzką. Ostatnia misja odbyła się w grudniu 1972 (Apollo 17). Od tamtego czasu nikt nie lądował na Księżycu.

## Eksperymenty naukowe
Zestaw do eksperymentów naukowych EASEP (Early Apollo Scientific Experiment Package) składał się z dwóch urządzeń: PSEP (zestaw sejsmometrów pasywnych, Passive Seismic Experiments Package), przeznaczonego do badań aktywności sejsmicznej i odbłyśnika laserowego LRRR (Laser Ranging Retro-Reflector). Oba urządzenia razem miały masę około 75 kilogramów i zajmowały około 0,3 m³. PSEP składał się z czterech głównych podsystemów: osłon zapewniających ochronę termiczną i ochronę przed uszkodzeniami mechanicznymi, które mogłyby być skutkiem wstrząsów i wibracji; układu zasilania w energię elektryczną, wykorzystującego baterie słoneczne o mocy od 34 do 46 watów; układu transmisji danych i zestawu sejsmometrów bezwładnościowych, służących do rejestrowania drgań Księżyca o niskiej i o wysokiej częstości. Pierwsze dane z PSEP zaczęły płynąć natychmiast; urządzenie rejestrowało drgania spowodowane poruszaniem się astronautów po powierzchni Księżyca i w lądowniku.
Aparatura PSEP wyposażona została w specjalny grzejnik radioizotopowy ALRH (z ang. Apollo Lunar Radioisotopic Heater). Grzejnik ten dostarczał ciepło do ogrzewania aparatury PSEP w czasie nocy księżycowej celem zabezpieczenia przed uszkodzeniem na skutek zbyt silnego ochłodzenia. Grzejnik składał się z dwóch jednostek grzejnych, zawierających około 30 g izotopu 238Pu. Jego rozpad był źródłem ciepła – moc cieplna wynosiła 15 W, masa około 2 kg, a masa całego sejsmometru – 45 kg.
Krzemowy panel odbłyśnika został wyposażony w mechanizmy umożliwiające precyzyjne skierowanie go w stronę Ziemi. Odbijając wysłane z Ziemi wiązki laserowe, odbłyśnik umożliwił dokładne zmierzenie odległości, jaka dzieli nas od Księżyca. Dzięki niemu zmierzono także promień Księżyca i badano ruch centrum masy naszego satelity. Z odbłyśnika korzystały: Obserwatorium McDonalda w Fort Davis w Teksasie, Obserwatorium Licka na Mount Hamilton w Kalifornii i należące do Uniwersytetu Arizony obserwatorium Catalina Station.
Poza tym astronauci umieścili na powierzchni Księżyca płat folii do „chwytania” cząstek wiatru słonecznego (Solar Wind Experiment). Posłużono się paskiem aluminiowej folii o grubości kilku dziesiątych części milimetra, rozpiętej na ustawionym pionowo pręcie. W tym celu Aldrin wybrał oświetlone przez Słońce miejsce na północ od LM. Folia zawieszona była na stojaku na okres ponad dwóch godzin (do zakończenia EVA). Przez ten czas padały na nią cząstki wiatru słonecznego. Celem doświadczenia było wychwycenie naładowanych elektrycznie cząstek, składników wiatru słonecznego, które nie docierają do Ziemi, chronionej silnym polem magnetycznym, by określić ich zawartość w wietrze słonecznym. Folia została zwinięta przed powrotem lunonautów do lądownika, zamknięta w pojemniku wraz z workiem zawierającym próbki gruntu i przywieziona na Ziemię do zbadania. W laboratorium w Szwajcarii stwierdzono w niej obecność wielu cząstek gazów szlachetnych o dużych masach, co stanowiło interesujące odkrycie. Autorem tego eksperymentu, odpowiedzialnym za przeprowadzenie badań był dr J. Geiss z Uniwersytetu w Bernie. Astronauci wykonywali też filmy i zdjęcia, posługując się kamerą Maurer i aparatem fotograficznym Hasselblad oraz specjalnym aparatem do rejestrowania bliskich, stereometrycznych ujęć powierzchni Księżyca.

## Podsumowanie
źródło:
1. Pierwsze lądowanie człowieka na Księżycu.
2. Pierwsze wyjście lunonautów na powierzchnię Księżyca.
3. Pierwszy sejsmometr na Księżycu.
4. Pierwszy odbłyśnik laserowy na Księżycu.
5. Pierwszy eksperyment do badania wiatru słonecznego na Księżycu.
6. Pierwsze próbki gruntu księżycowego dostarczone na Ziemię.
7. Pierwsze wykorzystanie Mobile Quarantine Facility i Lunar Receiving Laboratory (przewoźnego kontenera, przeznaczonego do kwarantanny astronautów po powrocie na Ziemię oraz specjalnego laboratorium do badania próbek gruntu księżycowego).

## Kalendarium misji
Kalendarium misji Apollo 11:
- Środa, 16 lipca 1969:
  - 13.32 GMT – Apollo 11 startuje z Przylądka Kennedy’ego na Florydzie. Cel wyprawy: „Przeprowadzenie załogowego lotu na Księżyc, wylądowanie i powrót na Ziemię”. Pojazd składa się z modułu dowodzenia i modułu serwisowego „Kolumbia” oraz przedziału księżycowego „Orzeł”.
- Czwartek, 17 lipca:
  - 16.17 GMT – Zapłon głównego silnika celem skorygowania kursu na Księżyc.
  - 20.00 GMT – Astronauci przeprowadzają 50-minutową transmisję telewizyjną na Ziemię, pierwszą z serii kolorowych transmisji telewizyjnych z pokładu statku.
- Piątek, 18 lipca:
  - 20.40 GMT – Załoga rozpoczyna najdłuższą, bezpośrednią transmisję telewizyjną z kosmosu, trwającą godzinę i 36 minut, podczas gdy Armstrong i Aldrin szykują się do przejścia do „Orła” celem przeprowadzenia inspekcji układów.
- Sobota, 19 lipca:
  - 03.12 GMT – Apollo 11 mija punkt, w którym siła grawitacyjna Księżyca przezwycięża siłę przyciągania Ziemi. Statek porusza się z prędkością 912 m/s (3283 km/h) i znajduje się już tylko o nieco ponad 60 000 kilometrów od celu[6].
  - 16.58 GMT – Załoga otrzymuje pozwolenie na wejście statku na orbitę okołoksiężycową (LOI) (lunar orbit injection – wejście na orbitę okołoksiężycową)[9][10].
  - 17.13 GMT – Pojazd znika po raz pierwszy za Księżycem, tracąc w ten sposób przejściowo łączność z Ziemią, lecąc na wysokości 572,2 km[9]. W czasie czternastu godzin lotu w strefie wpływu Księżyca prędkość stopniowo wzrastała do wartości 8409 km/h[10].
  - 17.22 GMT – Pojazd wchodzi na orbitę okołoksiężycową. Na 5 minut i 57 sekund zostaje włączony silnik modułu serwisowego. Spowodowało to zmniejszenie prędkości do 5227 km/h i wprowadziło Apollo 11 na eliptyczną orbitę, której odległość od powierzchni Księżyca wynosiła od 111 do 315 kilometrów. Przebieg tego manewru był niemal idealny[9].
  - 17.46 GMT – Łączność z Ziemią zostaje ponownie nawiązana w chwili wynurzenia się statku spoza Księżyca.
  - 19.56 GMT – 34-minutowa transmisja telewizyjna obrazów powierzchni Księżyca.
  - 23.22 GMT – Armstrong i Aldrin udają się do „Orła” celem przeprowadzenia kontroli układów.
- Niedziela, 20 lipca:
  - 17.47 GMT – „Orzeł” oddziela się od „Kolumbii”. Armstrong melduje: „Orzeł ma skrzydła”.
  - 20.17 GMT – „Orzeł” z Armstrongiem i Aldrinem na pokładzie, ląduje na Srebrnym Globie. Armstrong melduje: „Orzeł” wylądował.
- Poniedziałek, 21 lipca:
  - 02.56 GMT – Armstrong schodzi na powierzchnię Księżyca, stając się pierwszym człowiekiem, stawiającym nogę na innym ciele niebieskim. Telewizja przekazuje to wydarzenie milionom ludzi na całym świecie. W przeciwieństwie do innych telewizyjnych transmisji Apolla 11, obrazy te zostają nadane techniką czarno-białą.
  - 03.14 GMT – Aldrin schodzi na powierzchnię Księżyca.
  - 03.41 GMT – Armstrong i Aldrin umieszczają narodową flagę Stanów Zjednoczonych na pokrytym pyłem gruncie, zbierają próbki skał i rozkładają sprzęt naukowy.
  - 03.48 GMT – Prezydent Richard Nixon przemawia do Armstronga i Aldrina z Białego Domu z odległości 402 330 kilometrów.
  - 04.57 GMT – Aldrin powraca do „Orła”.
  - 05.09 GMT – Armstrong powraca do „Orła”.
  - 17.54 GMT – Start z Księżyca po spędzeniu przez Armstronga i Aldrina 21 godzin i 37 minut na jego powierzchni.
  - 21.35 GMT – „Kolumbia” styka się „nos w nos” z „Orłem” na wysokości 110 kilometrów nad powierzchnią Księżyca.
- Wtorek, 22 lipca:
  - 04.56 GMT – Zapłon silnika celem umieszczenia statku na trajektorii wiodącej ku Ziemi.
- Środa, 23 lipca:
  - 01.02 GMT – Kolorowa transmisja telewizyjna ukazuje trójkę astronautów podczas posiłku.
  - 19.44 GMT – Apollo 11 mija punkt leżący w połowie drogi między Księżycem a Ziemią.
  - 23.05 GMT – Ostatnia transmisja telewizyjna z Apollo 11 ukazuje zbliżającą się Ziemię.
- Czwartek, 24 lipca;
  - 16.20 GMT – Przedział załogowy oddziela się od silnikowego, mieszczącego główny silnik rakietowy i szereg niepotrzebnych już instrumentów.
  - 16.35 GMT – Przedział załogowy wchodzi w atmosferę ziemską na wysokości 120 kilometrów.
  - 16.50 GMT – Apollo 11 woduje bezpiecznie na falach Oceanu Spokojnego, w odległości 1460 kilometrów na południowy zachód od Hawajów.

## Niewykorzystany komunikat o śmierci astronautów
W Archiwach Narodowych w Waszyngtonie znajduje się kopia notatki z 18 lipca 1969, zatytułowanej Na wypadek katastrofy na Księżycu. Notatka zawiera tekst orędzia, które prezydent Richard Nixon miał wygłosić, gdyby astronauci nie byli w stanie powrócić na Ziemię:

Zrządzeniem losu ludzie, którzy wyruszyli na Księżyc, by w pokoju go badać, pozostaną na nim, by spocząć w pokoju. Ci dzielni ludzie, Neil Armstrong i Edwin Aldrin, wiedzą, że nie ma już dla nich nadziei na ratunek. Ale wiedzą też, że z ich ofiary płynie nadzieja dla całej ludzkości.
Ta dwójka składa swoje życie na drodze do osiągnięcia najszczytniejszego celu ludzkości: poszukiwania prawdy i wiedzy. Będą opłakiwani przez rodziny i przyjaciół; będą opłakiwani przez swój naród; będą opłakiwani przez wszystkich ludzi ich świata; będą opłakiwani przez Matkę Ziemię, która odważyła się wysłać dwóch swoich synów w podróż w nieznane.
Ich misja sprawiła, że wszyscy ludzie tego świata poczuli się jednością; ich ofiara umocni braterstwo ludzkości. Starożytni spoglądali w gwiazdy i widzieli w ich konstelacjach swoich bohaterów. Dziś czynimy to samo, lecz nasi bohaterowie to dzielni ludzie z krwi i kości.
Inni pójdą w ich ślady i odnajdą drogę do domu. Poszukiwania ludzkości nie zostaną przerwane. Ale ci ludzie byli pierwszymi, i pozostaną pierwszymi w naszych sercach.
Bo każdy człowiek, który w przyszłości zwróci nocą wzrok na Księżyc, będzie wiedzieć, że jest zakątek innego świata, który na zawsze pozostanie świadectwem ludzkości.

Po orędziu łączność radiowa z uwięzionymi na księżycu astronautami miała zostać przerwana, a kapłan miał, w nawiązaniu do ceremoniału morskich pogrzebów, powierzyć dusze umierających astronautów „Najgłębszej z głębi”.

## Teorie spiskowe

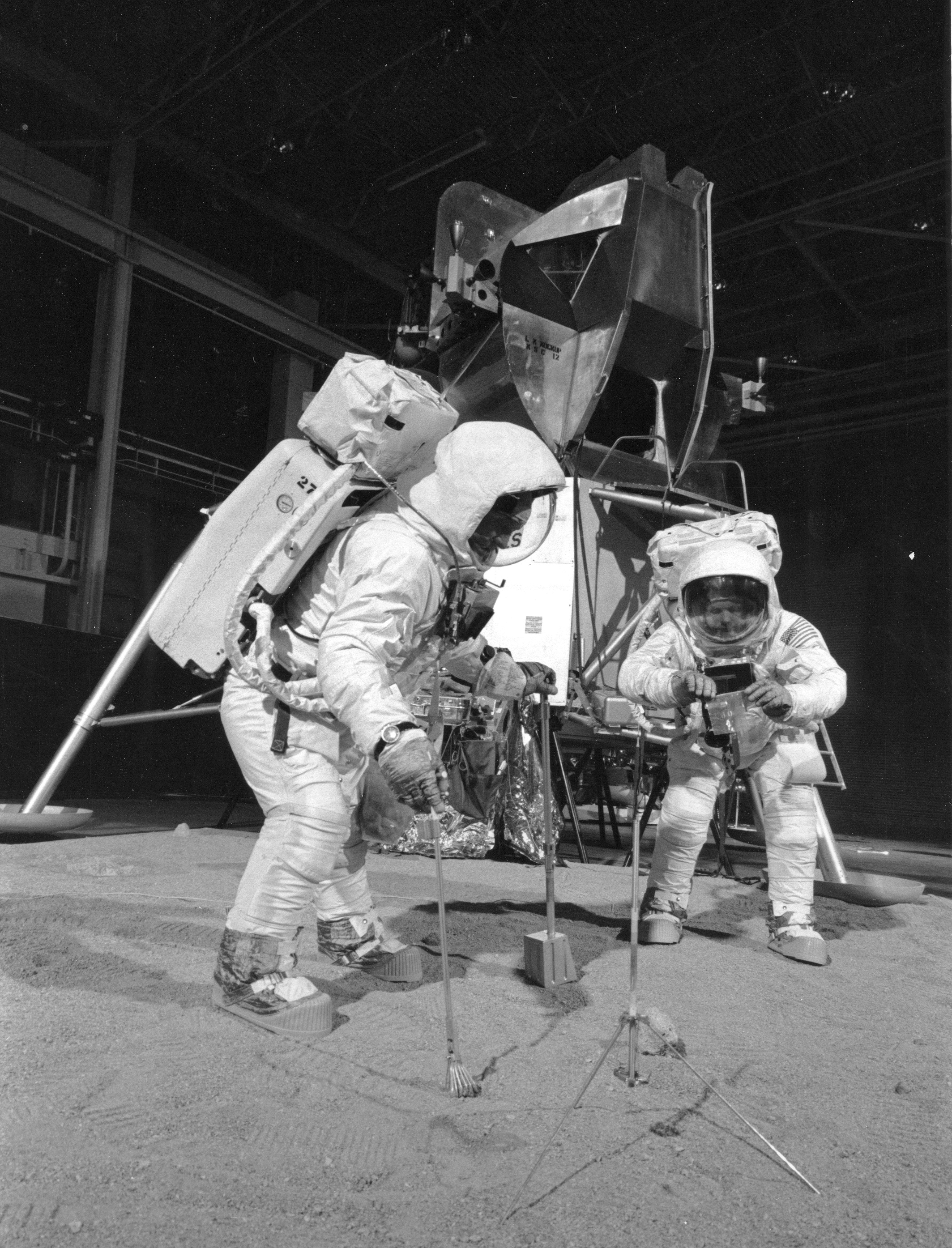
Neil Armstrong i Buzz Aldrin podczas ćwiczeń z użyciem atrapy powierzchni Księżyca i lądownika. Część zwolenników teorii spiskowej uważa, że misje Apollo zostały w rzeczywistości sfilmowane na takim planie

Istnieją teorie spiskowe twierdzące, że lądowania amerykańskich wypraw programu Apollo na Księżycu w latach 1969–1972 były mistyfikacją. Zwolennicy tego poglądu uważają, że amerykańscy astronauci nie wylądowali na Księżycu, a NASA sfałszowała zdjęcia, próbki skał księżycowych i inne dowody tego wydarzenia.
Według wyników sondażu opinii publicznej przeprowadzonego w Stanach Zjednoczonych w 1999 roku przez Instytut Gallupa, na pytanie, czy wierzą, że lądowanie na Księżycu zostało sfingowane, twierdząco odpowiedziało 6% ankietowanych.
W 2001 roku stacja telewizyjna FOX poświęciła tym teoriom spiskowym specjalny godzinny program zatytułowany Conspiracy Theory: Did We Really Land on the Moon? (dosł. Teoria spiskowa: Czy naprawdę wylądowaliśmy na Księżycu?).
Istnieje szereg stron internetowych i publikacji zarówno prezentujących, jak i odpierających zarzuty zwolenników tej teorii spiskowej. Temu zagadnieniu poświęcona jest również w całości jedna ze stron internetowych agencji NASA.

## Polacy biorący udział w przygotowaniach do misji
- Werner Ryszard Kirchner – były pilot myśliwców, przedwojenny absolwent szkoły w Dęblinie, opracował paliwo do lądownika księżycowego.
- Stanley Stanwyck-Stankiewicz – doktor inżynier i naukowiec, absolwent Politechniki Kalifornijskiej. Opracował urządzenie do określania w drodze analizy ilościowej ilości powietrza rozpuszczanego w pojeździe kosmicznym w ramach pętli chłodzącej.

## Pozostałe informacje
- Apollo Guidance Computer (AGC), komputer znajdujący się na pokładzie modułu księżycowego Apollo 11, był taktowany zegarem 40 kHz, a więc ponad 100 tys. razy wolniejszym niż w dzisiejszym przeciętnym laptopie. Sprzęt komputerowy, w który był wyposażony Apollo 11, był ówczesnym „cudem techniki”. Miał masę 32 kilogramów i został zaprojektowany w 1966 w Instytucie Technicznym Massachusetts. Korzystał z dwóch typów pamięci: stałej (74 kB) i kasowalnej, będącej odpowiednikiem pamięci RAM (4 kB)[15].
- Członkowie poprzedniego dnia zjedli obiad z Charlesem Lindberghiem, który przyjechał, by życzyć im szczęścia[16].
- Michael Collins po wielu latach zwierzył się, że prześladował go tylko jeden strach: bał się, że mógłby zostać zmuszony wrócić na Ziemię bez towarzyszy[5].